# Theridion chonetum
Theridion chonetum là một loài nhện trong họ Theridiidae.
Loài này thuộc chi Theridion. Theridion chonetum được Chuandian Zhu miêu tả năm 1998.